# Drapeau du Mozambique
Le drapeau du Mozambique a été adopté le 1er mai 1983. Il présente l’image d’un fusil AK-47. Avec le Guatemala et Haïti, le Mozambique est un des rares États au monde dont le drapeau représente un fusil.
Le drapeau du Mozambique procède du drapeau du Front de libération du Mozambique (FRELIMO). Le drapeau du FRELIMO a été utilisé pendant une brève période, juste après l’indépendance du pays face au Portugal. Le drapeau actuel est très ressemblant, seul l’emblème est ajouté.

## Symbolique du drapeau
Les couleurs du drapeau ont pour signification :
- noir : le continent africain ;
- jaune : les richesses minérales ;
- vert : les richesses agricoles ;
- blanche : la paix ;
- rouge : le combat du peuple pour l’indépendance.

Les emblèmes symbolisent quant à eux :
- l’étoile jaune : la solidarité du peuple et la croyance du peuple au socialisme ;
- le livre: l’éducation ;
- la houe : les paysans et l’agriculture ;
- le AK-47: la détermination du peuple à protéger sa liberté.

## Les drapeaux successifs du FRELIMO et du Mozambique indépendant
En 2005, un concours a été organisé pour créer un nouveau drapeau pour cet État. Plus de 100 propositions ont été envoyées, mais celle qui a été retenue n’apporte pas de changements majeurs par rapport au drapeau original. La population ne voulait pas retirer l’image du fusil d’assaut AK-47 qui symbolise les combats du peuple pour l’indépendance du pays.
Ce concours a été suivi par un changement de l’hymne national du Mozambique. 
Ces diverses tentatives de changer les symboles du drapeau et l’hymne national ont créé de vives révoltes parmi la population.

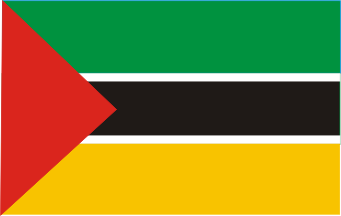
Drapeau du Front de libération du Mozambique (FRELIMO) de 1962 à 1993.
Drapeau du Mozambique de septembre 1974 à juin 1975.
Drapeau de la République populaire du Mozambique de juin 1975 à avril 1983.
Drapeau de la République populaire du Mozambique d'avril à mai 1983.
Drapeau du Mozambique depuis le 1er mai 1983.